# Otto Winter (Politiker)
Otto Winter (* 19. Oktober 1901 in Wien; † 17. September 1973 in Innsbruck) war ein österreichischer Politiker (SPÖ) und Kammeramtsdirektor. Er war von 1959 bis 1966 Abgeordneter zum Österreichischen Nationalrat.

## Leben
Winter besuchte nach der Volksschule ein Realgymnasium und studierte nach der Matura Rechts- und Staatswissenschaften an der Universität Wien. 1927 promovierte Winter zum Doktor. Seine Praktikantenzeit verbrachte Winter in der Kammer für Arbeiter und Angestellte und arbeitete zwischen 1927 und 1938 als Sekretär der Arbeiterkammer Tirol. Nach der Machtübernahme der Nationalsozialisten wurde Winter seiner Stelle enthoben und war ab 1938 arbeitslos. Danach wurde er Mitarbeiter im Revisionsbüro seiner Ehefrau. Nach dem Zweiten Weltkrieg trat Winter 1946 erneut in den Dienst der Arbeiterkammer Tirol und wurde 1947 Erster Sekretär. Später übernahm er die Funktion des Kammeramtsdirektors.
Politisch war Winter von 1953 bis 1959 als Gemeinderat und Stadtrat von Innsbruck aktiv, zudem war er Mitglied des Hauptausschusses des Österreichischen Städtebundes und ab 1950 Landesobmann des Bundes Sozialdemokratischer Akademiker. Zwischen dem 9. Juni 1959 und dem 30. März 1966 vertrat er die SPÖ im Nationalrat.
Er bekleidete außerdem seit 1947 das Amt des Präsidenten des Tiroler Fußballverbandes.
Im Jahre 1973 wurde ihm der Ehrenring der Stadt Innsbruck verliehen. 1980 wurde die Otto-Winter-Straße im Stadtteil Mühlau nach ihm benannt.